# It Begins
 (juin 2017).
It Begins est le 4e album de Blackrain, publié le 10 juin 2013.

## Liste des titres
| N° | Titre                       | Durée |
| -- | --------------------------- | ----- |
| 1  | Blast Me Up                 | 4:05  |
| 2  | Bad Love Is Good            | 3:38  |
| 3  | Wild Wild Wild              | 3:20  |
| 4  | Death By Stereo             | 3:11  |
| 5  | Nobody But You              | 4:16  |
| 6  | Dancing On Fire             | 3:31  |
| 7  | Young Blood                 | 4:11  |
| 8  | Cryin' Tonight              | 3:24  |
| 9  | Re-Evolution-New Generation | 4:06  |
| 10 | Tell Me                     | 3:35  |
| 11 | Ho Hey Hey Hey Hey          | 3:02  |
| 12 | Do Me Baby                  | 3:48  |